# Wiesława Sós
Wiesława Sós, obecnie Wiesława Nagel (ur. 2 marca 1959) – polska piosenkarka pop, popularna na przełomie lat 80. i 90. w Polsce, znana z przeboju „Mój ty królewiczu” (muz. Jerzy Dobrzyński, sł. Zbigniew Książek).

## Życiorys
W 1982 roku ukończyła Wydział Interpretacji Piosenki w Państwowej Szkole Muzycznej im. Fryderyka Chopina w Warszawie. Śpiewała z jazzowym zespołem Crash, a w 1986 roku razem z Dorotą Pruszkowską zajęła II miejsce na VII Przeglądzie Piosenki Aktorskiej we Wrocławiu za piosenkę „Taka gmina”. W tym samym roku obie artystki nagrały także duet „Kobieta kocha” na składankę Opole '86. W roku 1987 Sós udzieliła się wokalnie w dwóch utworach na albumie Jerzego Rybińskiego pt. Nasz podwójny świat.
Szerszą popularność zdobyła w roku 1988, kiedy to wystąpiła na XXV Krajowym Festiwalu Piosenki Polskiej w Opolu z piosenkami „Mój ty królewiczu” i „Jutro będę daleko”. Zdobyła wówczas Nagrodę im. Karola Musioła za utwór „Mój ty królewiczu”, który stał się przebojem. Dokonała także nagrania polskojęzycznej wersji hitu „I Should Be So Lucky” Kylie Minogue.
Jej debiutancka i jedyna płyta, zatytułowana Wiesława Sós, ukazała się w 1989 roku nakładem wytwórni Wifon. Znalazło się na niej 10 piosenek, m.in. „Mój ty królewiczu”, „Jutro będę daleko” oraz kolejny przebój "Zrób to ze mną". W 1990 roku wystąpiła na festiwalu w Opolu z piosenkami „Ja nie znam pana” i „Nie ten film”. W tym samym roku pojawiła się także na albumie z coverami utworów Anny Jantar pt. Piosenki Anny Jantar, w nagraniu „Nic nie może wiecznie trwać”.
Obecnie nie prowadzi już działalności artystycznej.

## Albumy
| Rok  | Tytuł        |
| ---- | ------------ |
| 1989 | Wiesława Sós |

## Notowane utwory
| Rok  | Tytuł               | PR I |
| ---- | ------------------- | ---- |
| 1988 | „Mój ty królewiczu” | 2    |
| 1988 | „Owad”              | 6    |
| 1989 | „Zrób to ze mną”    | 5    |
| 1989 | „Ja nie znam pana”  | 10   |